# Monaco (település)

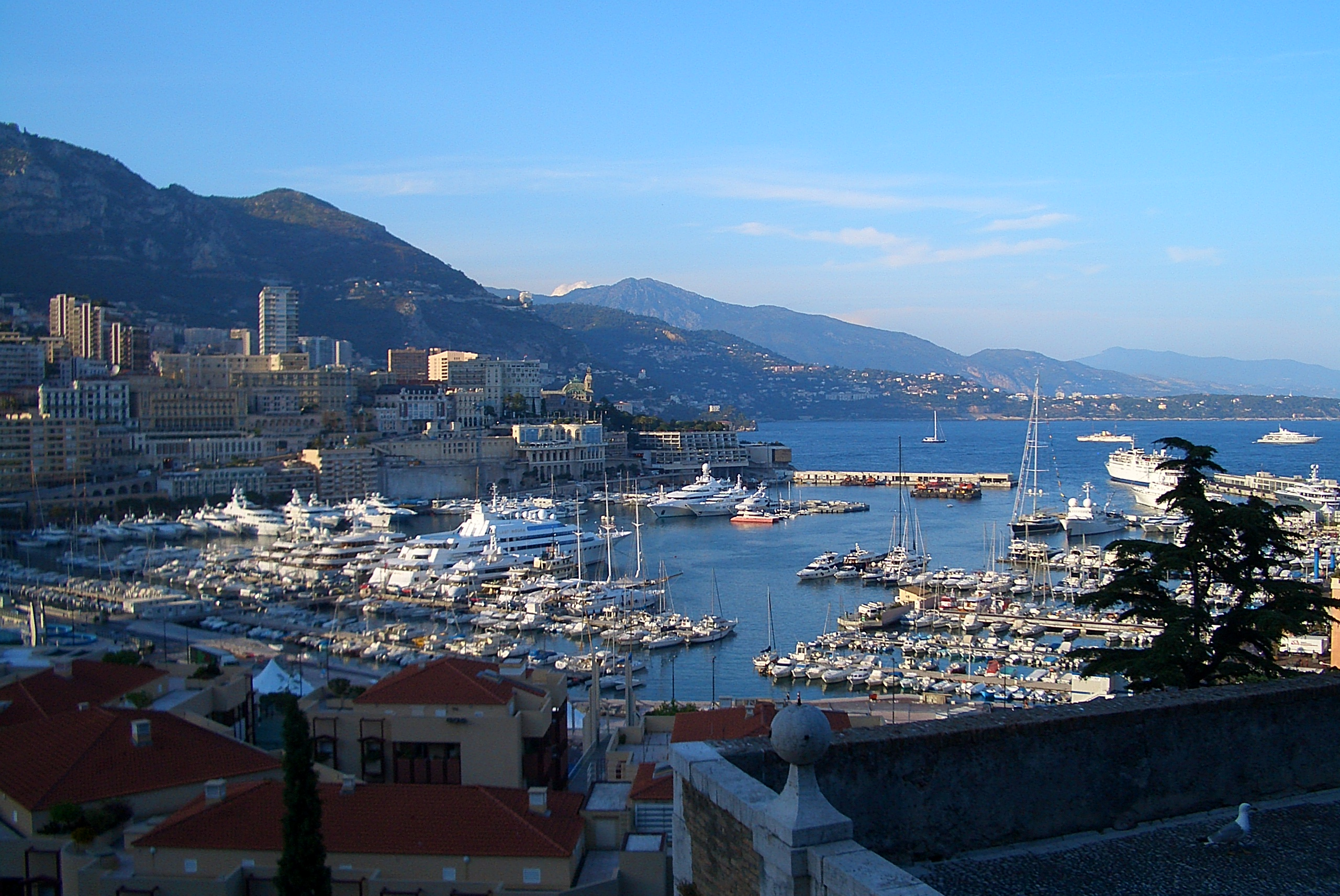
Monaco látképe a kikötővel

Monaco (monacóiul Monegu) az Európai törpeállam a Tengeri-Alpok lábánál húzódó és a Földközi-tengerbe nyúló sziklás Monacói-félszigeten fekvő Monacói Hercegség fővárosa, a Monacói főegyházmegye érseki székvárosa.
Az 1,8 négyzetkilométernyi területen fekvő hercegséget három egymással összeépült település: Monaco, Monte-Carlo és La Condamine alkotják. A 3,5 kilométer hosszúságban, és 200-500 méter szélességben elnyúló városállam egész területét sűrűn beépítették villákkal, szállodákkal, felhőkarcolókkal és üdülőkkel.

## Földrajza
Monaco kellemes, mediterrán klímájában nagyrészt a Földközi-tenger hatása érvényesül, mivel a Tengeri-Alpok magaslatai útját állják az északról jövő hűvösebb légáramlatoknak.
Az évi középhőmérséklet itt 15 Celsius-fok. A leghidegebb hónap a január 7,5 °C-os átlaghőmérsékletével, míg a legmelegebb a július, 22,5 °C-os átlaghőmérsékletével.
A 860 mm-nyi csapadék nagy része a késő őszi és téli hónapokban hull le, nyáron csupán egy-két zápor öntözi Monacót.

## Története

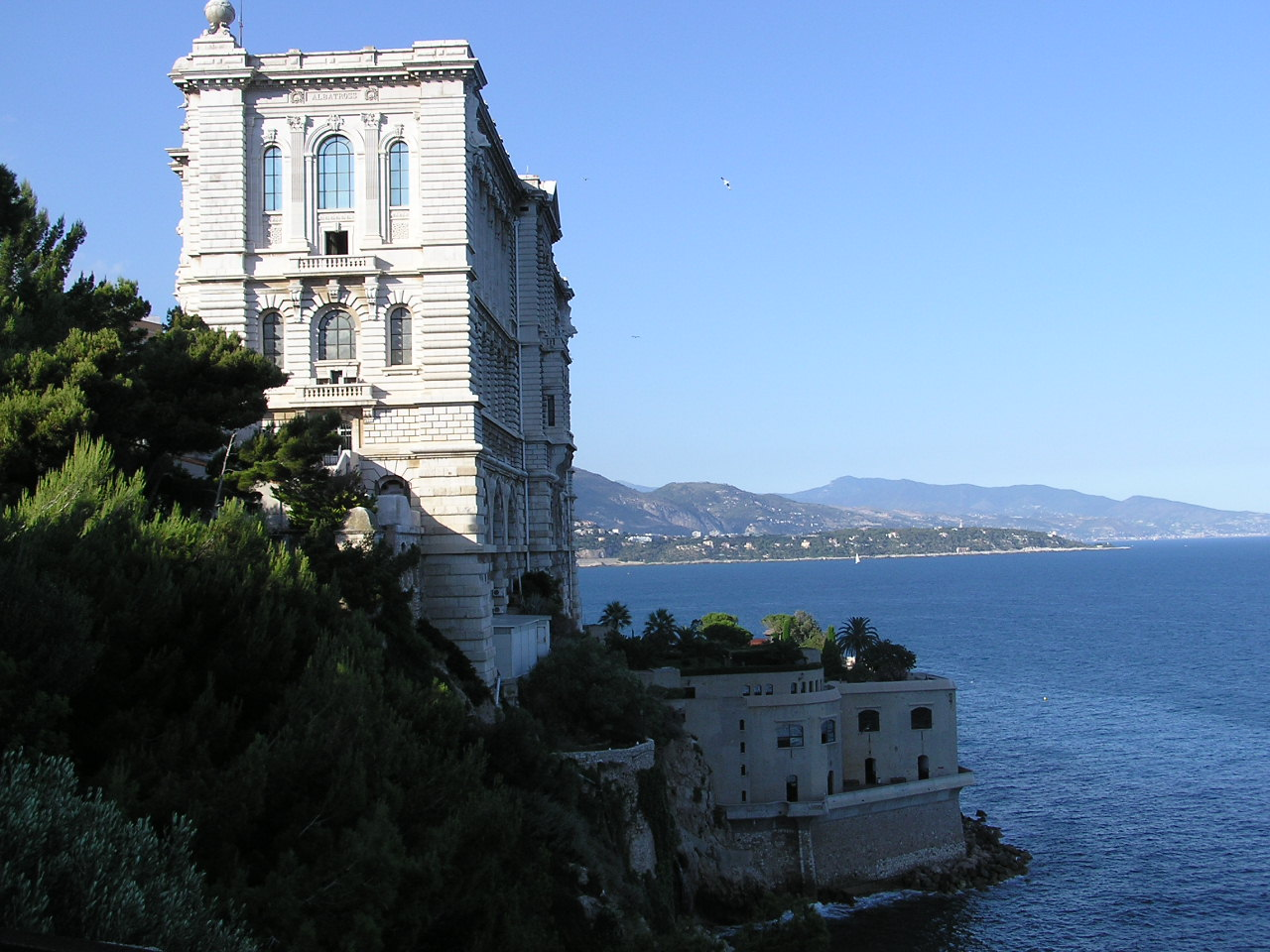
Az Oceanográfiai Múzeum épülete

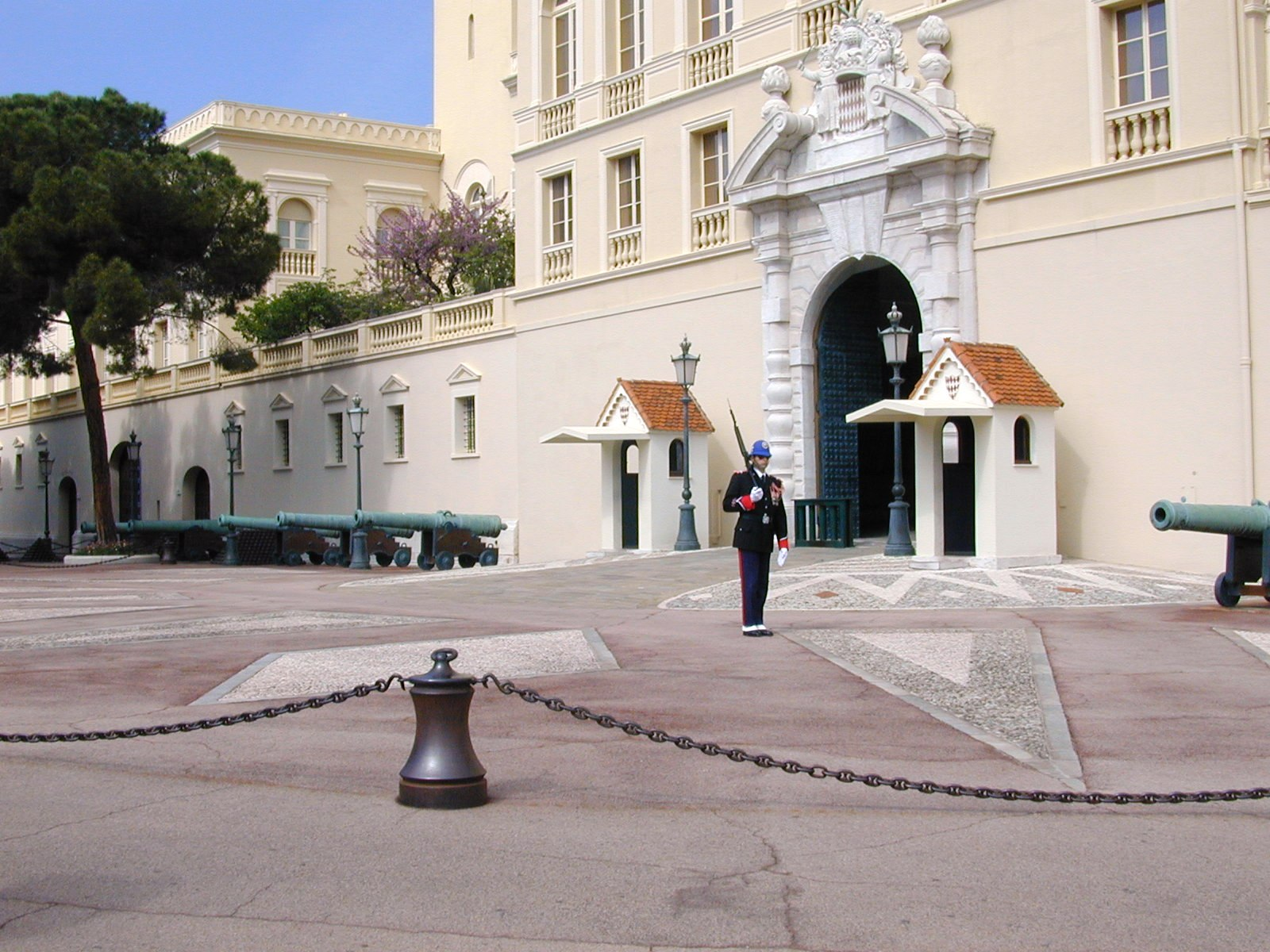
Monaco, a hercegi palota bejárata

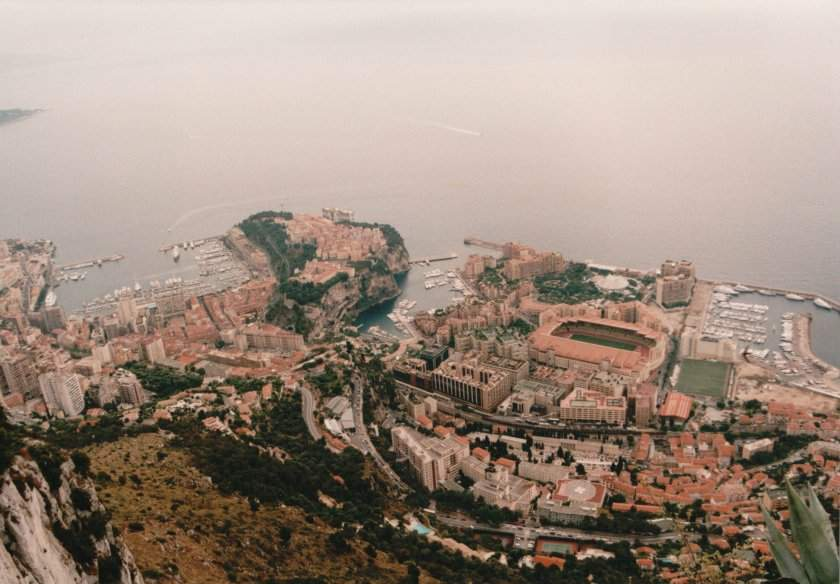
Monaco látképe a II. Lajosról elnevezett stadionnal

Az állam elnevezése egyes kutatók szerint a monoikosz törzstől ered, míg mások a görög monoikosz (hegyi lakás) szóból ered, míg egy harmadik változat a latin monachus (szerzetes) szóból vezeti le eredetét.
Monaco első lakói az időszámítás előtti első évezred táján itt élt ligurok voltak.
A mai Monaco elődje egykor sokkal szegényebb volt és mainál sokkal nagyobb területen feküdt.
1297-ben a mai uralkodó egyik őse a genovai Grimaldi-családból származó I. Rainier csellel, szerzeteseknek álcázott katonákkal foglalta el Monaco erődjét. A későbbi évszázadokban pedig a Grimaldi család hol elveszítette, hol meg visszaszerezte Monaco fölött az uralmat.
1641-ben aztán XIII. Lajos király főminisztere, Richelieu bíboros és II. Honorius herceg szerződést írt alá, melyben Franciaország elismerte Monaco függetlenségét, ugyanakkor védnökséget is vállalt fölötte.
1861-ben Monaco területének négyötöd részét eladta a franciáknak. Monacóban akkoriban már működött egy kisebb kaszinó, melynek sikerét látva III. Károly (Carlo) egy francia üzletemberrel társulva megalakította a Tengeri Fürdőzési és Külföldiek Köre Társaságot.
1868-ban e Tengeri Fürdőzési és Külföldiek Köre Társaság védnökségével nyílt meg az új nagy kaszinó az addig nagyrészt lakatlan Spelugues platón, melyet később az alapító tiszteletére Monte-Carlónak neveztek el.
Bár Monaco neve az idők folyamán összenőtt a rulettel és a szerencsejátékokkal, és annak valóban nagy szerepe volt az apró állam gazdagodásában, mára azonban annak az államháztartásban betöltött szerepe nem olyan jelentős mint régebben. Más pénzforrások is gazdagítják: többek között az idegenforgalom, a különböző rendezvények: fesztiválok, autóversenyek és nagy részben a vállalati adókból származó bevételek. A kis városállamban ugyanis nincs személyi jövedelemadó, és a helyi vállalatoknak is igen alacsony a nyereségadója, aminek következtében számos nemzetközi holdingtársaság helyezte ide központját.

## Nevezetességek
A hercegség területének a legtöbb látnivalója az óvárosban van. Ennek központja a Palota tér, melynek érdekessége a hercegi palota olasz reneszánsz stílusú épülete. A térről szép kilátás nyílik a forgalmas kikötőre, Monte-Carlora és a francia Riviérára.
Monacóban több múzeum is található:Nemzeti Múzeum, Szépművészeti Múzeum és a tudós I. Albert herceg által alapított Óceonográfiai Intézet és Múzeum.
Monaco legnevezetesebb része Monte-Carlo, melynek neve és a szerencsejáték elválaszthatatlanul összeforrt.
Központja a Place du Casino, nevét a nagy játékkaszinóról kapta.

## Galéria

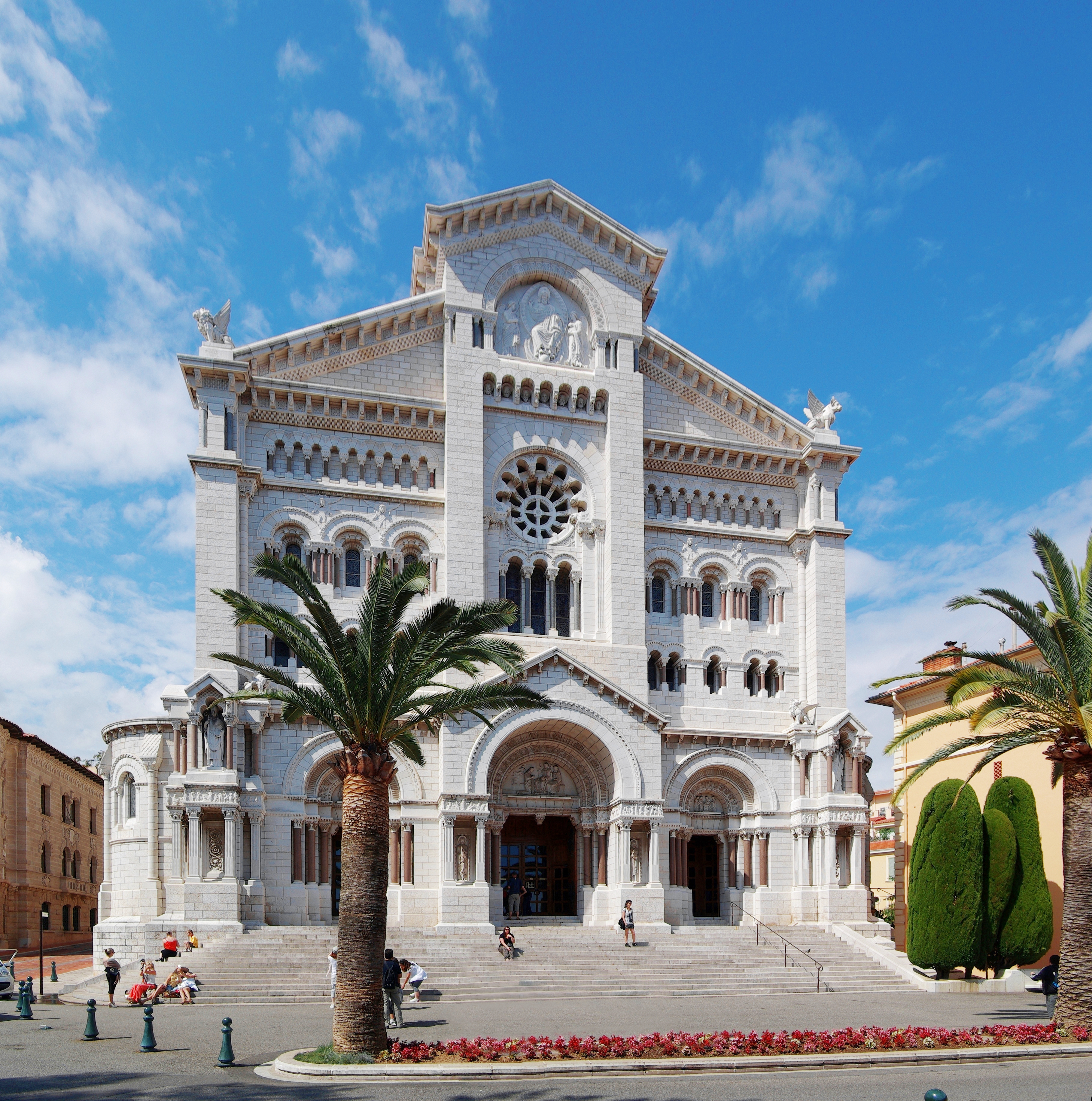
Monaco Katedrális
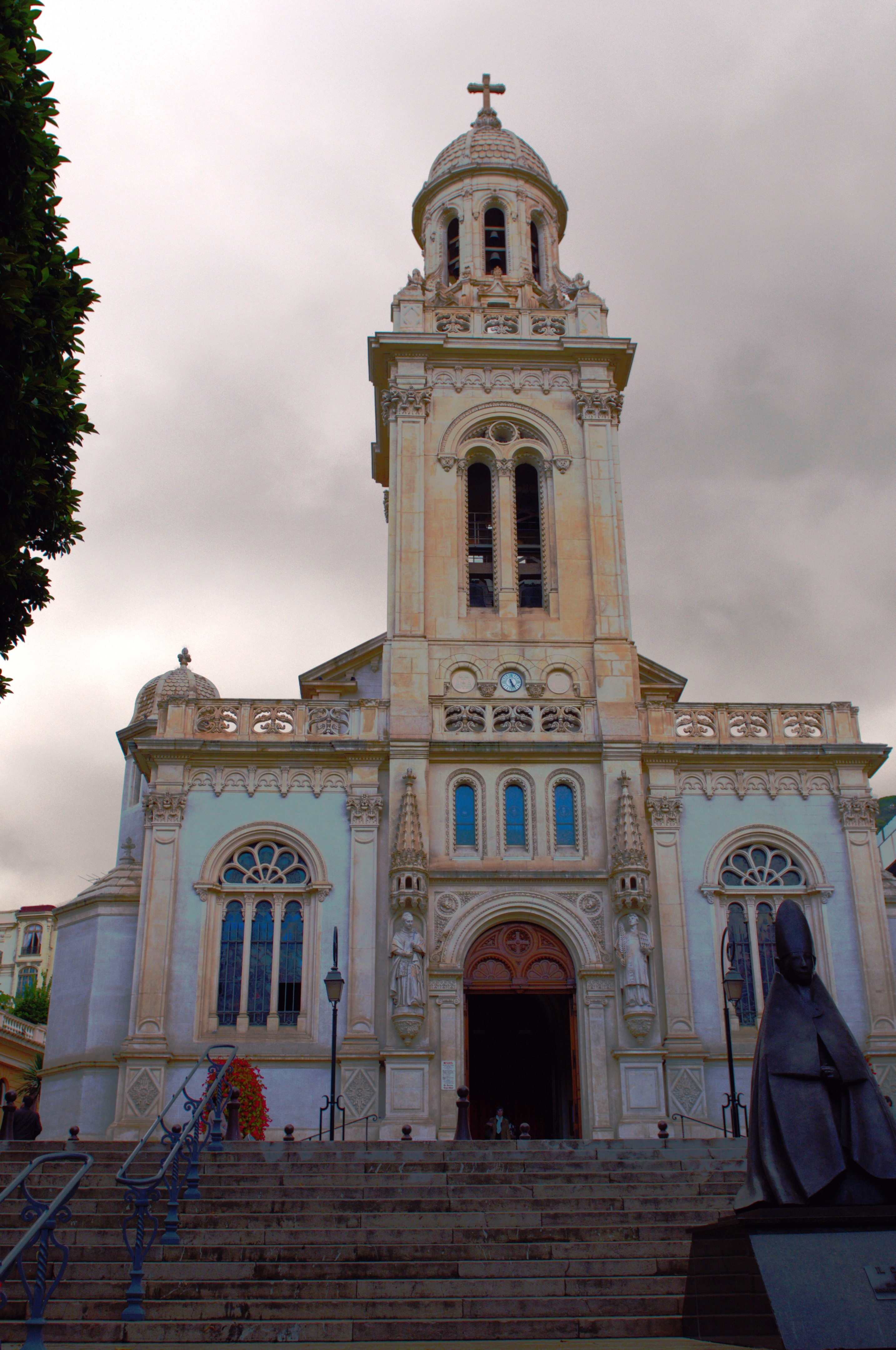
A Szent Károly templom
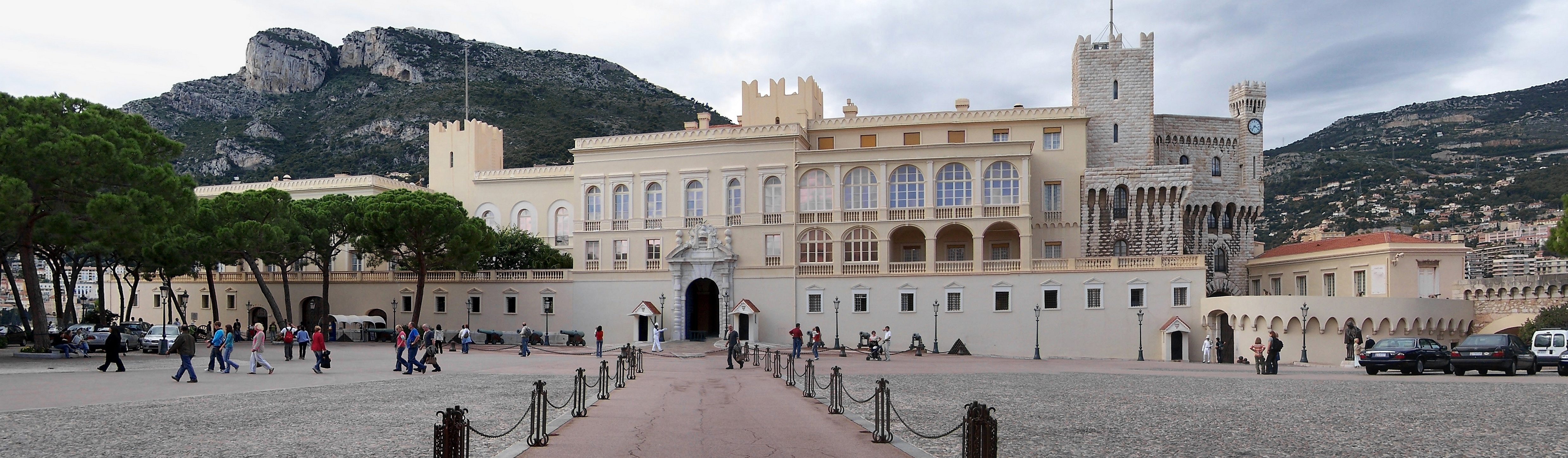
Monaco
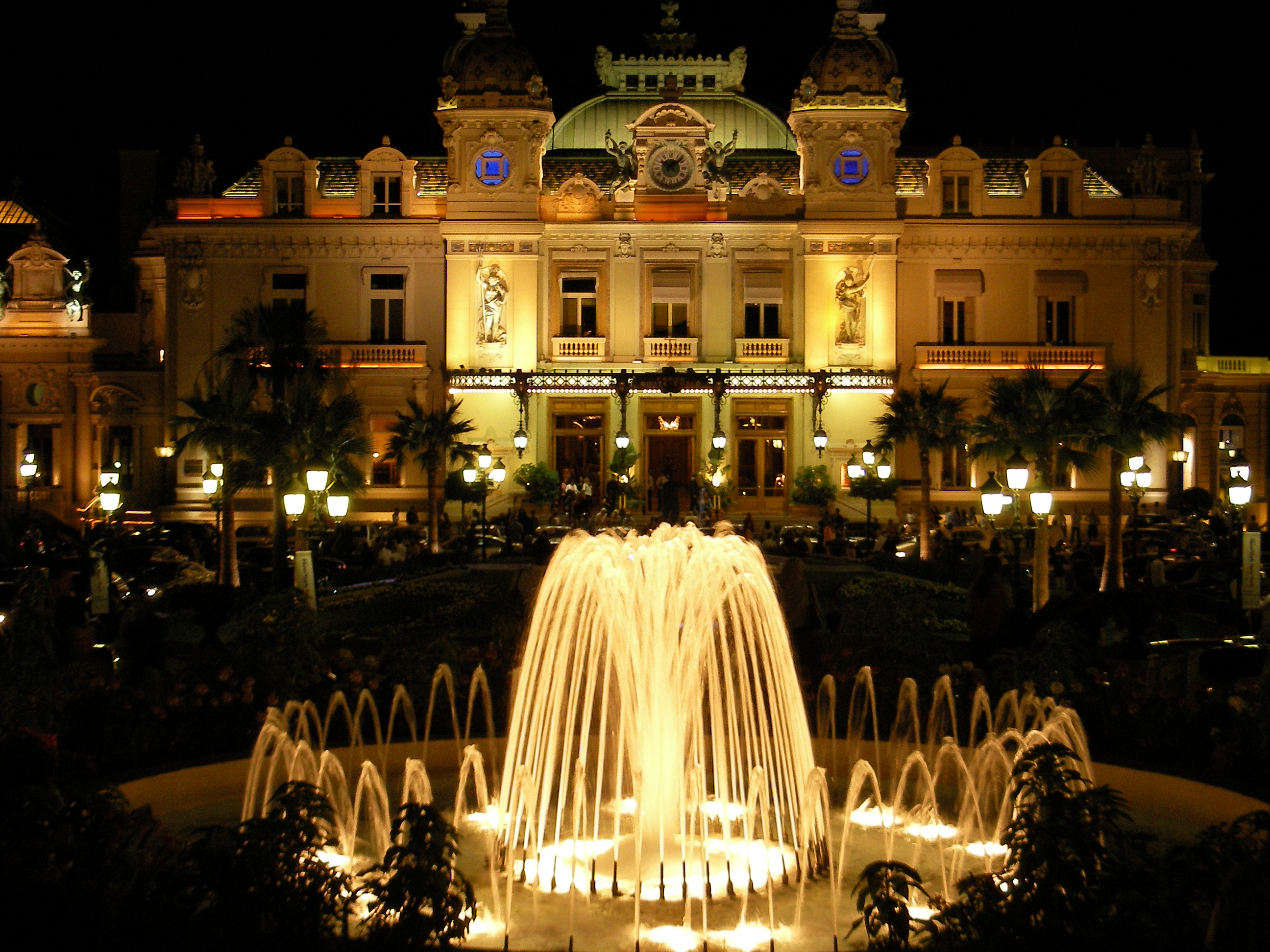
A Casino épülete